# Simmone Jacobs
Kim Simmone Geraldine Jacobs (* 5. September 1966 in Reading) ist eine ehemalige britische Sprinterin.
1984 gewann sie bei den Olympischen Spielen in Los Angeles mit dem britischen Team Bronze in der 4-mal-100-Meter-Staffel. Bei den Commonwealth Games 1986 wurde sie für England startend Vierte über 200 Meter. Jeweils das Viertelfinale erreichte sie bei den Weltmeisterschaften 1987 in Rom über 100 Meter und bei den Olympischen Spielen 1988 in Seoul über 100 und 200 Meter.
1990 wurde sie über 100 Meter Siebte bei den Commonwealth Games in Auckland und holte in der Staffel mit der englischen Mannschaft Silber. Mit der britischen Stafette erlief sie sich im selben Jahr Bronze bei den Europameisterschaften in Split. Über 200 Meter gelangte sie bei den Weltmeisterschaften 1991 in Tokio ins Halbfinale und bei den Olympischen Spielen 1992 in Barcelona ins Viertelfinale.
Nach Staffelbronze bei den Commonwealth Games 1994 in Victoria und einem Vorlauf-Aus über 100 Meter bei den Weltmeisterschaften 1995 in Göteborg nahm sie 1996 in Atlanta an ihren vierten Olympischen Spielen teil. Über 100 und 200 Meter kam sie ins Viertelfinale, in der Staffel lief sie auf den achten Rang.
Bei den Weltmeisterschaften 1997 in Athen schied sie über 100 Meter im Vorlauf und über 200 Meter im Viertelfinale aus. Im Jahr darauf schloss sie ihre internationale Karriere mit einer weiteren Bronzemedaille in der Staffel bei den Commonwealth Games in Kuala Lumpur ab.

## Persönliche Bestzeiten
- 60 m (Halle): 7,33 s, 12. Januar 1985, Cosford
- 100 m: 11,31 s, 24. September 1988, Seoul
- 200 m: 22,95 s, 25. April 1996, Fullerton
  - Halle: 23,8 s, 1. Februar 1984, Cosford